# 東瀛紀事 (林豪)
《東瀛紀事》是清林豪所著，採用紀事本末體記錄戴潮春事件，該書又稱作《東溟紀事》。書在同治年間寫成，但於光緒六年（1880年）才出版。

## 成書經過
作者林豪，金門後浦人，生於1831年（清道光十一年），於1918年逝世，是清代流寓臺灣相當重要的文人之一，被譽為著述份量最多的遊臺人士，其在臺灣主要活動的期間是在其三十三歲（1862年、同治元年）到其六十四歲（1894年、光緒二十年），曾寓居在林占梅的潛園。遊歷臺灣的期間，收集文獻資料，並外出採訪調查，先後編纂了許多與臺灣相關的歷史作品，流傳至今日猶可見者有《東瀛紀事》、《淡水廳志訂謬》以及《澎湖廳志》等。
光緒六年（1880年），林豪以所居的「小巢居閣」刊行此書以及他批評陳培桂《淡水廳志》的〈淡水廳志訂謬〉，而後委由漳州府口街的多文齋發售。

## 內容篇章
林豪撰寫《東瀛紀事》分上下兩卷，其敘述安排是先以上卷〈戴逆倡亂〉、〈賊陷彰化城〉描寫事件爆發過程，然後以〈郡治籌防始末〉、〈鹿港防剿始末〉、〈北路防剿始末〉、〈大甲城守〉、〈嘉義城守〉、〈南路防剿始末〉等文描寫各地應變的狀況。而描寫官軍對抗戴潮春勢力的過程，則有〈塗庫拒賊始末〉、〈翁仔社屯軍始末〉、〈官軍收復彰化縣始末〉、〈逆首戴潮春伏誅〉、〈憨虎晟伏誅〉、〈餘匪〉等文。此外還有描寫官軍重大挫敗的〈斗六門之陷〉，以及補充用的〈災祥〉、〈叢談（上）〉、〈叢談（下）〉。

## 作品評價
連橫稱許《東瀛紀事》：「饒有史法。」《東瀛紀事》在文學與史學兩方面皆有不容忽視的重要性。文學研究者應用此書時主要聚焦書中的遣詞用句、人物塑造及敘事結構等，史學研究者則注重文獻比對、社會背景與考察等。楊彩雲指出林豪敘事能提綱挈領，充分掌握事件發展，而塑造出生動的人物形象。其原文也應用不少一般人乍看較難理解的字詞與典故，而本書校注者能予深入淺出的註釋解讀，可說對於相關史料運用相當嫻熟